# Skadovsk
Skadovsk (ukrajinsky Скадовськ; rusky Скадовск – Skadovsk) je město na jihu Chersonské oblasti na Ukrajině. Je administrativním centrem Skadovského rajónu. Leží na břehu Černého moře naproti ostrovu Džarylhač a jedná se o mořský přístav. Od oblastního hlavního města Chersonu je Skadovsk vzdálen skoro 100 kilometrů na jih. V roce 2022 v něm žilo přes 16 tisíc obyvatel.
Nejbližší železniční stanice je přes padesát kilometrů daleko v Kalančaku.

## Dějiny

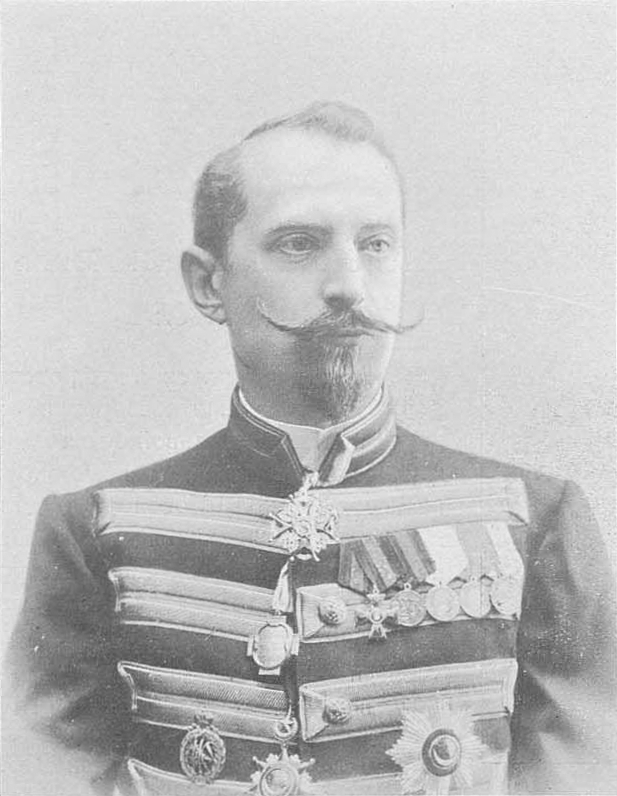
Serhyj Skadovskyj

Město je pojmenováno po chersonském rodákovi, politikovi Serhiji Skadovském (1863—1918), na jehož pozemcích bylo v roce 1894 založeno. První rok se jmenovalo Skadovskij, do podoby Skadovsk bylo jméno změněno v roce 1895. Důležité bylo od počátku svým přístavem, z kterého se vyváželo zejména obilí, vlna a jehněčí maso do Francie, Německa a dalších zemí na západě Evropy.
V listopadu 1930 ve Skadovsku začaly vycházet místní regionální noviny.
Během druhé světové války v roce 1941 byl přístav dobyt německou armádou.
Dne 27. října 1961 získal Skadovsk statut města.
Na konci února 2022, během ruské invaze na Ukrajinu, město obsadila ruská armáda. V březnu 2022 proběhly ve městě proukrajinské protesty. Dne 15. dubna 2022 starosta města oznámil, že městská rada přestala fungovat a nad radnicí vlaje ruská vlajka místo ukrajinské.

## Přístav
Mořský přístav ve Skadovsku byl od počátku hlavním důvodem existence města. Od konce 19. století se z přístavu vyváželo zejména obilí, vlna a jehněčí maso do Francie a Německa. Specialitou byly také lodě plné chersonských melounů. Ve 20. století se přístav stal důležitý pro export písků - zejména na Krym a do Gruzie.
S rozpadem SSSR přišel velký úpadek přístavu, který měl svou vlastní dieselovou elektrárnu a v době největší slávy zaměstnával několik tisíc lidí. Od roku 2006 neprobíhaly v přístavu žádné opravy, žádné bagrovací práce a obrat nákladu v přístavu klesal. V roce 2014 poklesl obrat nákladu v přístavu oproti roku 2013 o 79,3 %, z 213,7 tisíc tun na 44,18 tisíc tun.
V roce 2014 byla pozastavena trajektová doprava na Krym, do roku 2021 zaniklo trajektové spojení s Tureckem. Přístav prakticky zanikl, jeřáby a koleje byly prodány do šrotu.

## Památky a zajímavosti

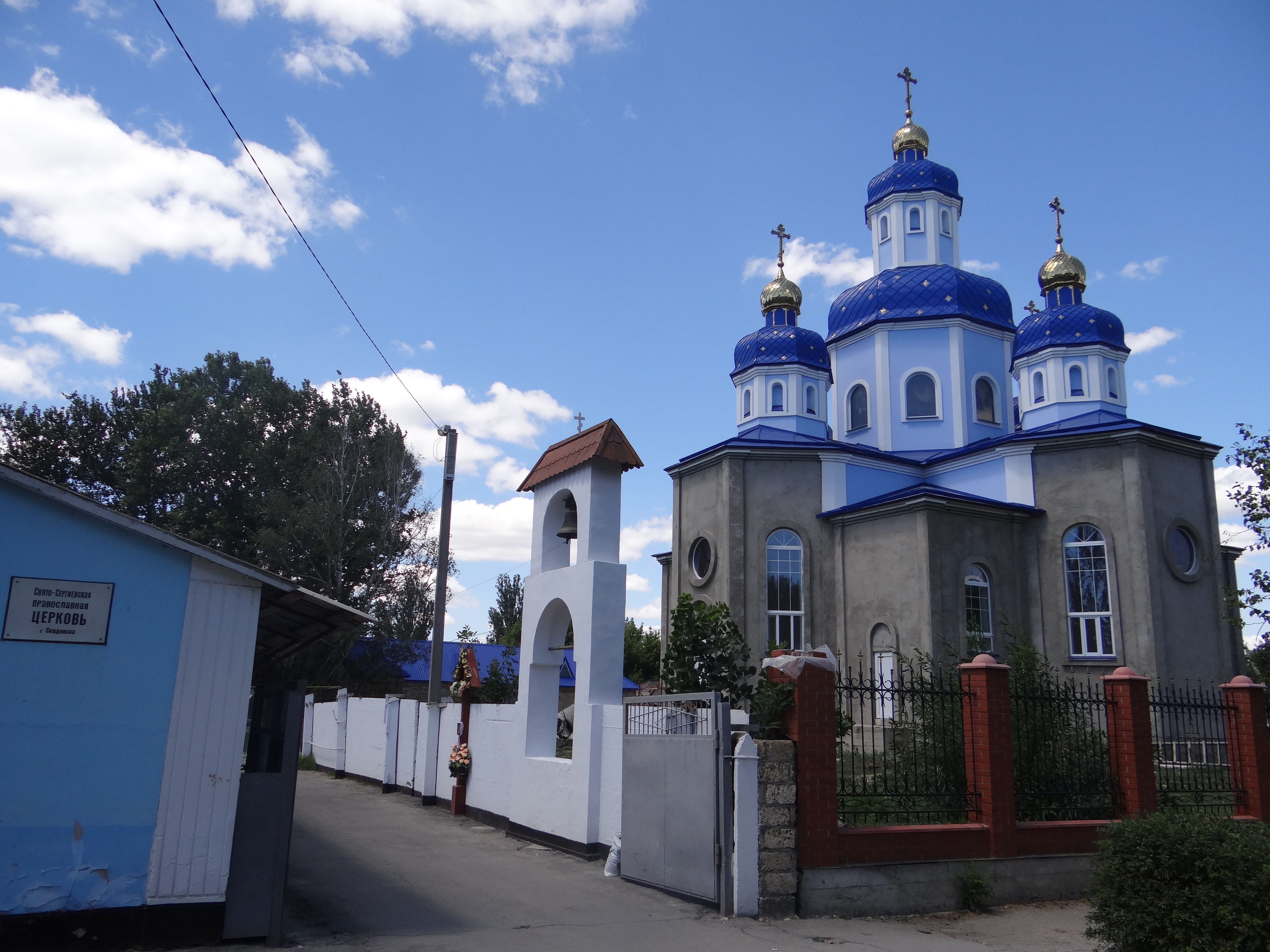
Chrám Ikony Veškerenstva

- Pravoslavný chrám Ikony Veškerenstva (Храм Ікони Всецариця) chersonské eparchie
- Pravoslavný chrám sv. apoštola Ondřeje tavrijské eparchie
- Řeckokatolický chrám sv. Jiří
- Okresní historicko-vlastivědné muzeum

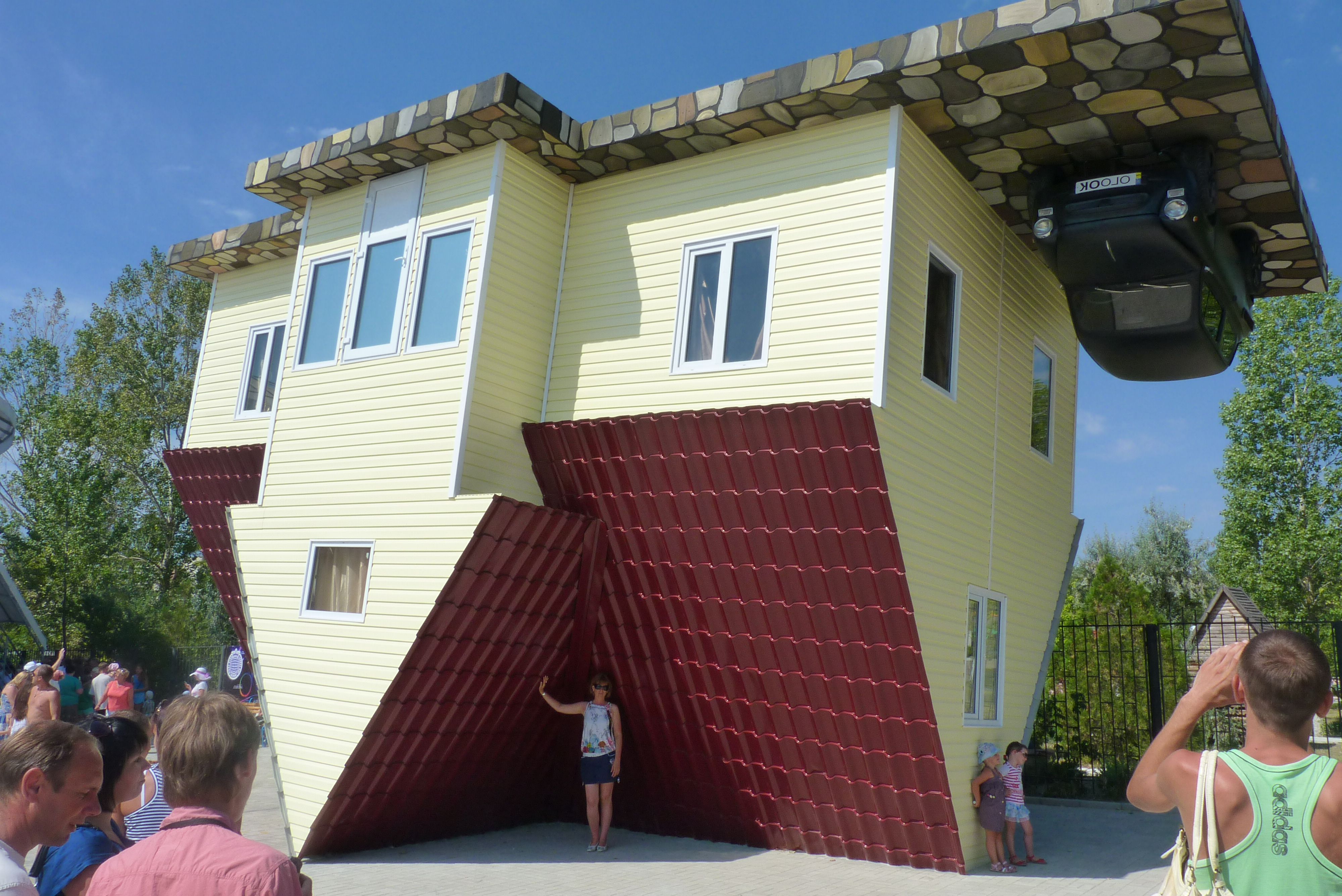
Delfinárium

- Delfinárium